# Jeepers Creepers (film, 2001)
Pour les articles homonymes, voir Jeepers Creepers.
« Morts de Peur » redirige ici. Pour le roman, voir Mort de peur.
Série
Jeepers Creepers 2
Pour plus de détails, voir Fiche technique et Distribution.
Jeepers Creepers : Le Chant du diable ou Morts de Peur au Québec (Jeepers Creepers) est un slasher américain réalisé par Victor Salva, sorti en 2001.
Le film débute alors que les vacances d'été sont enfin arrivées et, comme chaque année, Trish et Daryl, deux étudiants, frère et sœur, prennent la route pour rendre visite à leurs parents. Sur le chemin, un routier agressif emboutit l'arrière de leur voiture sans raison apparente. Quelques kilomètres plus loin, Trish et Daryl revoient le même camion, à côté d'une église abandonnée. Ils aperçoivent le conducteur, entièrement vêtu de loques, qui jette un corps dans une canalisation. Malgré les protestations de Trish, Daryl veut en avoir le cœur net : il s'engage dans le conduit et va y faire une découverte terrifiante.

## Synopsis
Trish Jenner et son frère Daryl rentrent de l'université pour les vacances d'été. Alors qu'ils traversent la campagne de Floride, un vieux camion les menace mais finit par passer. Ils observent plus tard le même camion garé à côté d'une église abandonnée avec le chauffeur glissant ce qui semble être des corps enveloppés dans des draps tachés de sang dans un grand tuyau dépassant du sol. Ayant remarqué leur voiture passer, le conducteur les poursuit et les fait sortir de la route.
Après le départ du camion, Daryl convainc Trish de retourner à l'église. Après enquête, Daryl entend des bruits provenant de l'intérieur du tuyau et rampe à l'intérieur avec Trish se tenant sur ses pieds, mais finit par tomber. Au fond, il trouve un homme mourant avec des points de suture le long de son ventre, des centaines d'autres corps cousus aux murs et au plafond du sous-sol, et les corps de Kenny et Darla, un couple de bal qui avait disparu vingt-trois ans auparavant. Après s'être échappés, les deux fuient les lieux et tentent de contacter la police dans un restaurant, où ils sont appelés par une femme étrange qui leur dit qu'ils sont en danger. Elle joue la chanson "Jeepers Creepers" sur un tourne-disque et leur dit que la chanson "Jeepers Creepers" est le chant du diable, et confus, ils ignorent son avertissement et partent avec deux policiers qui assurent une escorte de sécurité. En voyageant, la police apprend que l'église a pris feu et que toute preuve potentielle a été détruite. Les policiers sont alors attaqués et tués par le chauffeur, qui charge leurs corps dans le camion. Témoins des conséquences, Trish et Daryl partent terrorisés.
Le couple s'arrête chez une femme âgée et recluse vivant seule avec ses chats, la suppliant d'appeler la police. La femme s'exécute jusqu'à ce qu'elle remarque le chauffeur se cachant dans sa cour en prenant la place d'un épouvantail, le chauffeur se cache dans la maison et fait fuir tous les chats. Pensant que le chauffeur veut faire du mal à ses chats, la femme tente de le tuer avec son fusil, mais finalement le chauffeur la tue avant de révéler son visage inhumain à Trish et Daryl. Trish écrase à plusieurs reprises le conducteur avec sa voiture, mais reste horrifiée en voyant une aile géante déchirer son trench-coat et se rabattre en l'air. Les deux jeunes partent et se rendent à un poste de police local, où ils sont approchés par Jezelle Hartman, la femme qui les a appelés au restaurant. Elle leur raconte la vraie nature de leur poursuivant : c'est une ancienne créature, connue sous le nom du "Creeper", qui se réveille tous les 23 ans au printemps pendant vingt-trois jours pour se régaler de parties du corps humain, qui forment alors des parties de son propre corps. Elle leur dit aussi qu'elle cherche ses victimes par la peur et qu'en sentant la peur de Trish et Daryl, le Creeper a trouvé un parfum qui l'a mis en appétit.
Le Creeper blessé arrive au poste de police, coupe le courant et mange plusieurs prisonniers pour remplacer ses organes endommagés. Le Creeper est encerclé  par la police mais en tue un certain nombre et échappe à la capture. Pris au piège, Jezelle prévient Trish et Daryl que l'un d'eux mourra d'une mort horrible. Daryl demande à savoir qui, et Jezelle regarde Trish. Le Creeper les trouve mais épargne Jezelle avant de coincer Trish et Daryl dans une salle d'interrogatoire à l'étage. Après les avoir reniflés et goûtés, le Creeper jette Trish de côté et choisit Daryl. Trish offre sa vie pour celle de son frère. Si, au début, le Creeper semble obéir aux obligations de Trish, il finit par s'échapper par une fenêtre et s'envoler avec Daryl. Le lendemain, Trish est récupérée par ses parents et Jezelle rentre chez elle avec regret. Dans une usine abandonnée, il est révélé que le Creeper a enlevé l'arrière de la tête de Daryl et lui a pris les yeux. Il est révélé que le Creeper voulait les yeux de Darry, car la peur qu'il a ressentie en voyant les corps dans le sous-sol de l'église a fait de lui une proie de choix pour le Creeper. Dans une scène de post-crédits, le Creeper conduit son camion sous le soleil couchant à la recherche de nouvelles proies. En voyant la caméra, il appuie sur le klaxon de son véhicule avant de lancer un sourire maléfique.

## Fiche technique
- Titre original : Jeepers Creepers
- Titre français : Jeepers Creepers : Le Chant du diable
- Titre québécois : Morts de peur
- Réalisation : Victor Salva
- Scénario : Victor Salva
- Direction artistique : Kevin Egeland
- Décors : Steven Legler
- Costumes : Emae Villalobos
- Directeur de la photographie : Don E. FauntLeRoy
- Montage : Ed Marx
- Musique : Bennett Salvay
- Effets spéciaux visuels : Michael Arbogast, Joel P. Blanchard, Roy Ceballos, Max Ink Cafe
- Effets spéciaux de maquillage : Brian Penikas
- Production : Francis Ford Coppola, Tom Luse, J. Todd Harris, Linda Reisman, Barry Opper, Mario Ohoven, Eberhard Kayser
- Sociétés de production : VCL Communications GmbH, Cinerenta-Cinebeta, American Zoetrope
- Société de distribution : Capitol Films
- Pays d'origine :  États-Unis
- Langue originale : anglais
- Format : couleur - 35 mm - 1,85:1 - son Dolby Digital, DTS
- Genre : Horreur, thriller
- Durée : 90 minutes
- Dates de sortie :
  - États-Unis : 31 août 2001
  - France : 3 juillet 2002
- Interdit aux moins de 12 ans

## Distribution
- Gina Philips (VQ : Camille Cyr-Desmarais) : Patricia "Trish" Jenner
- Justin Long (VQ : Hugolin Chevrette) : Darius "Darry" Jenner
- Jonathan Breck : The Creeper/Bald Cop
- Patricia Belcher (VF : Frédérique Cantrel ; VQ : Johanne Léveillé) : Jezelle Gay Hartman
- Brandon Smith (VQ : Louis-Georges Girard): sergent Davis Tubbs
- Eileen Brennan (VQ : Michèle Deslauriers): la dame aux chats
- Jon Beshara : Agent Robert Gideon
- Avis-Marie Barnes (VQ : Lisette Dufour) : Agent Natasha Weston
- Tom Tarantini : Roach
- Patrick Cherry (VQ : Jean-François Beaupré): Binky Plutzker

- Version française
  - Studio de doublage : Dubbing Brothers
  - Direction artistique : Jean-Pierre Dorat
  - Adaptation : Philippe Millet

Source et légende : Version québécoise (VQ) sur Doublage QC.

## Distinctions

### Récompenses et Nominations
- Crystal Reel Awards 2002
- Academy of Science Fiction, Fantasy and Horror Films, USA 2002 (nommé)
- International Horror Guild Awards 2002 (nommé)
- Festival international du film de Catalogne 2001 (nommé)
- Fantastic'Arts 2002 (en compétition)

## Autour du film
- Gina Philips (Trish) et Justin Long (Darry) n'ont pas été autorisés à voir le déguisement de « Jonathan Breck » (The Creeper) avant que les scènes soient filmées pour être plus choqués devant la caméra.
- La scène de la camionnette qui dépasse les frères et sœurs a été inspirée par l'émission Unsolved Mysteries : Dennis DePue.
- La camionnette est une Chevrolet « Chevy COE » 1941 personnalisée pour le film.